# Courmayeur Ladies Open 2021
Courmayeur Ladies Open 2021 là một giải quần vợt nữ thi đấu trên mặt sân cứng trong nhà. Đây là lần thứ 1 giải Courmayeur Ladies Open được tổ chức, và là một phần của WTA 250 trong WTA Tour 2021. Giải đấu diễn ra tại Courmayeur Sport Center ở Courmayeur, Ý, từ ngày 25 đến ngày 31 tháng 10 năm 2021.

## Nội dung đơn

### Hạt giống
| Quốc gia | Tay vợt            | Xếp hạng1 | Hạt giống |
| -------- | ------------------ | --------- | --------- |
| TUN      | Ons Jabeur         | 8         | 1         |
| ITA      | Camila Giorgi      | 36        | 2         |
| RUS      | Liudmila Samsonova | 42        | 3         |
| CRO      | Petra Martić       | 47        | 4         |
| DEN      | Clara Tauson       | 48        | 5         |
| USA      | Alison Riske       | 49        | 6         |
| ITA      | Jasmine Paolini    | 54        | 7         |
| CHN      | Zhang Shuai        | 55        | 8         |
| USA      | Ann Li             | 60        | 9         |
| UKR      | Dayana Yastremska  | 76        | 10        |

- Bảng xếp hạng vào ngày 18 tháng 10 năm 2021.[3][4]

### Vận động viên khác
Đặc cách:
- Martina Caregaro
- Jessica Pieri
- Lucrezia Stefanini

Bảo toàn thứ hạng:
- Vitalia Diatchenko
- Kateryna Kozlova
- Mandy Minella

Vượt qua vòng loại:
- Aliona Bolsova
- Cristina Bucșa
- Martina Di Giuseppe
- Giulia Gatto-Monticone
- Stephanie Wagner
- Zheng Qinwen

Thua cuộc may mắn:
- Urszula Radwańska
- Ankita Raina

### Rút lui
Trước giải đấu
- Belinda Bencic → thay thế bởi  Kamilla Rakhimova
- Danielle Collins → thay thế bởi  Anna Kalinskaya
- Camila Giorgi → thay thế bởi  Urszula Radwańska
- Ons Jabeur → thay thế bởi  Ankita Raina
- Tereza Martincová → thay thế bởi  Mandy Minella
- Greet Minnen → thay thế bởi  Hsieh Su-wei
- Nuria Párrizas Díaz → thay thế bởi  Donna Vekić
- Elena Rybakina → thay thế bởi  Kateryna Kozlova
- Maria Sakkari → thay thế bởi  Stefanie Vögele
- Kateřina Siniaková → thay thế bởi  Lucia Bronzetti
- Sara Sorribes Tormo → thay thế bởi  Magdalena Fręch

## Nội dung đôi

### Hạt giống
| Quốc gia | Tay vợt          | Quốc gia | Tay vợt            | Xếp hạng1 | Hạt giống |
| -------- | ---------------- | -------- | ------------------ | --------- | --------- |
| CZE      | Marie Bouzková   | CZE      | Lucie Hradecká     | 67        | 1         |
| UKR      | Nadiia Kichenok  | ROU      | Raluca Olaru       | 73        | 1         |
| JPN      | Eri Hozumi       | CHN      | Zhang Shuai        | 83        | 3         |
| FRA      | Elixane Lechemia | USA      | Sabrina Santamaria | 141       | 4         |

- Bảng xếp hạng vào ngày 18 tháng 10 năm 2021.

### Vận động viên khác
Đặc cách:
- Lucia Bronzetti /  Martina Caregaro
- Giulia Gatto-Monticone /  Lisa Pigato

Thay thế:
- Natalia Vikhlyantseva /  Zheng Qinwen

### Rút lui
Trước giải đấu
- Cristiana Ferrando /  Hsieh Su-wei → thay thế bởi  Natalia Vikhlyantseva /  Zheng Qinwen
- Darija Jurak /  Andreja Klepač → thay thế bởi  Vitalia Diatchenko /  Alexandra Panova
- Julia Lohoff /  Kamilla Rakhimova → thay thế bởi  Aliona Bolsova /  Kamilla Rakhimova

## Nhà vô địch

### Đơn
- Donna Vekić đánh bại  Clara Tauson 7–6(7–3), 6–2

### Đôi
- Wang Xinyu /  Zheng Saisai đánh bại  Eri Hozumi /  Zhang Shuai 6–4, 3–6, [10–5]